# Biathlon-Juniorenweltmeisterschaften 2021
Die Biathlon-Juniorenweltmeisterschaften 2021 (offiziell: IBU Youth/Junior World Championships Biathlon 2021) fanden vom 27. Februar bis zum 6. März 2021 im Langlauf- und Biathlonzentrum Osttirol im österreichischen Obertilliach statt. Nach 2013 richtete der Ort die Veranstaltung zum zweiten Mal aus.

## Medaillenspiegel
| Platz | Land        |   |   |   |    |
| ----- | ----------- | - | - | - | -- |
| 01    | Frankreich  | 7 | 3 | 1 | 11 |
| 02    | Russland    | 3 | 0 | 2 | 5  |
| 03    | Slowenien   | 2 | 3 | 0 | 5  |
| 04    | Schweiz     | 2 | 0 | 0 | 2  |
| 05    | Polen       | 1 | 1 | 1 | 3  |
| 06    | Deutschland | 1 | 0 | 1 | 2  |
| 07    | Italien     | 0 | 5 | 5 | 10 |
| 08    | Norwegen    | 0 | 2 | 1 | 3  |
| 09    | Slowakei    | 0 | 1 | 1 | 2  |
|       | Tschechien  | 0 | 1 | 1 | 2  |
| 11    | Österreich  | 0 | 0 | 2 | 2  |
| 11    | Schweden    | 0 | 0 | 1 | 1  |

## Zeitplan
| Datum       | Frauen  | Frauen                         | Männer  | Männer                        |
| Datum       | Uhrzeit | Wettbewerb                     | Uhrzeit | Wettbewerb                    |
| ----------- | ------- | ------------------------------ | ------- | ----------------------------- |
| 27. Februar | 10:30   | Einzel Jugend (10 km)          | 13:30   | Einzel Jugend (12,5 km)       |
| 28. Februar | 10:30   | Einzel Juniorinnen (12,5 km)   | 13:30   | Einzel Junioren (15 km)       |
| 1. März     | 11:00   | Sprint Jugend (6 km)           | 14:00   | Sprint Jugend (7,5 km)        |
| 2. März     | 11:00   | Sprint Juniorinnen (7,5 km)    | 14:15   | Sprint Junioren (10 km)       |
| 3. März     | 10:00   | Verfolgung Jugend (7,5 km)     | 14:00   | Verfolgung Jugend (10 km)     |
| 3. März     | 11:00   | Verfolgung Juniorinnen (10 km) | 15:00   | Verfolgung Junioren (12,5 km) |
| 5. März     | 11:00   | Staffel Jugend (3 × 6 km)      | 14:00   | Staffel Jugend (3 × 7,5 km)   |
| 6. März     | 11:00   | Staffel Juniorinnen (4 × 6 km) | 14:00   | Staffel Junioren (4 × 7,5 km) |

## Ergebnisse Jugend männlich
| Rang | Name                 |
| ---- | -------------------- |
| 1    | Denis Irodow         |
| 2    | Fabio Piller Cottrer |
| 3    | Jan Guńka            |
| 4    | Oscar Andersson      |
| 5    | Marcin Zawół         |
| 6    | Erik Larsson         |
| 7    | Marco Barale         |
| 8    | Lukas Haslinger      |
| 9    | Valentin Lejeune     |
| 10   | Jaša Zidar           |

| Rang | Name             |
| ---- | ---------------- |
| 1    | Denis Irodow     |
| 2    | Marcin Zawół     |
| 3    | Oscar Andersson  |
| 4    | Jaša Zidar       |
| 5    | Yanis Keller     |
| 6    | Marco Barale     |
| 7    | Erik Larsson     |
| 8    | Benjamin Menz    |
| 9    | Jan Guńka        |
| 10   | Valentin Lejeune |

| Rang | Name               |
| ---- | ------------------ |
| 1    | Denis Irodow       |
| 2    | Edgar Geny         |
| 3    | Leon Kienesberger  |
| 4    | Andrei Haurosch    |
| 5    | Benjamin Menz      |
| 6    | Mehis Udam         |
| 7    | Oscar Andersson    |
| 8    | Valentin Lejeune   |
| 9    | Roman Boitschewski |
| 10   | Tuudor Palm        |

| Rang | Name                                                       |
| ---- | ---------------------------------------------------------- |
| 1    | PolenKonrad Badacz Jan Guńka Marcin Zawół                  |
| 2    | FrankreichEdgar Geny Mathieu Garcia Valentin Lejeune       |
| 3    | ItalienStefan Navillod Fabio Piller Cottrer Marco Barale   |
| 4    | RusslandRoman Boitschewski Oleg Domitschek Denis Irodow    |
| 5    | Vereinigte StaatenCale Woods Samuel Stertz Wesley Campbell |

## Ergebnisse Jugend weiblich
| Rang | Name                  |
| ---- | --------------------- |
| 1    | Lena Repinc           |
| 2    | Linda Zingerle        |
| 3    | Selina Grotian        |
| 4    | Fany Bertrand         |
| 5    | Maya Cloetens         |
| 6    | Kaja Zorč             |
| 7    | Nathalie Horstmann    |
| 8    | Anastassija Grischina |
| 9    | Sara Andersson        |
| 10   | Martina Trabucchi     |

| Rang | Name                  |
| ---- | --------------------- |
| 1    | Lena Repinc           |
| 2    | Martina Trabucchi     |
| 3    | Linda Zingerle        |
| 4    | Fany Bertrand         |
| 5    | Sara Andersson        |
| 6    | Kaja Zorč             |
| 7    | Anastassija Grischina |
| 8    | Selina Grotian        |
| 9    | Ema Kapustová         |
| 10   | Océane Michelon       |

| Rang | Name                  |
| ---- | --------------------- |
| 1    | Jeanne Richard        |
| 2    | Lena Repinc           |
| 3    | Ema Kapustová         |
| 4    | Sara Andersson        |
| 5    | Julija Kawaleuskaja   |
| 6    | Anastassija Grischina |
| 7    | Maya Cloetens         |
| 8    | Walentina Dimitrowa   |
| 9    | Martina Trabucchi     |
| 10   | Lora Christowa        |

| Rang | Name                                                      |
| ---- | --------------------------------------------------------- |
| 1    | FrankreichFany Bertrand Jeanne Richard Maya Cloetens      |
| 2    | SlowenienKlara Vindišar Kaja Zorč Lena Repinc             |
| 3    | ItalienMartina Trabucchi Sara Scattolo Linda Zingerle     |
| 4    | DeutschlandNathalie Horstmann Johanna Puff Selina Grotian |
| 5    | ÖsterreichVictoria Mellitzer Anna Andexer Lara Wagner     |

## Ergebnisse Junioren
| Rang | Name               |
| ---- | ------------------ |
| 1    | Émilien Claude     |
| 2    | Mikuláš Karlík     |
| 3    | Michail Perwuschin |
| 4    | Simon Kaiser       |
| 5    | Éric Perrot        |
| 6    | Philipp Lipowitz   |
| 7    | Iwan Tulazin       |
| 8    | Vítězslav Hornig   |
| 9    | Blagoj Todew       |
| 10   | Jørgen Sæter       |

| Rang | Name               |
| ---- | ------------------ |
| 1    | Émilien Claude     |
| 2    | Éric Perrot        |
| 3    | Michail Perwuschin |
| 4    | Niklas Hartweg     |
| 5    | Jørgen Sæter       |
| 6    | Vítězslav Hornig   |
| 7    | Alex Cisar         |
| 8    | Mikuláš Karlík     |
| 9    | Danilo Riethmüller |
| 10   | Tomáš Mikyska      |

| Rang | Name             |
| ---- | ---------------- |
| 1    | Philipp Lipowitz |
| 2    | Alex Cisar       |
| 3    | Émilien Claude   |
| 4    | Mats Øverby      |
| 5    | Jonáš Mareček    |
| 6    | Mikuláš Karlík   |
| 7    | Iacopo Leonesio  |
| 8    | Éric Perrot      |
| 9    | Sébastien Mahon  |
| 10   | Vítězslav Hornig |

| Rang | Name                                                                      |
| ---- | ------------------------------------------------------------------------- |
| 1    | FrankreichOscar Lombardot Sébastien Mahon Éric Perrot Émilien Claude      |
| 2    | NorwegenMats Øverby Simen Kvarme Fredrik Grusd Jørgen Sæter               |
| 3    | TschechienTomáš Mikyska Vítězslav Hornig Jonáš Mareček Mikuláš Karlík     |
| 4    | SlowenienAnton Vidmar Lovro Planko Jaša Zidar Alex Cisar                  |
| 5    | DeutschlandLucas Lechner Philipp Lipowitz Simon Kaiser Danilo Riethmüller |

## Ergebnisse Juniorinnen
| Rang | Name                 |
| ---- | -------------------- |
| 1    | Amy Baserga          |
| 2    | Rebecca Passler      |
| 3    | Juni Arnekleiv       |
| 4    | Camille Bened        |
| 5    | Lea Meier            |
| 6    | Anastassija Gorejewa |
| 7    | Eve Bouvard          |
| 8    | Synne Owren          |
| 9    | Joanna Jakieła       |
| 10   | Sophie Chauveau      |

| Rang | Name               |
| ---- | ------------------ |
| 1    | Amy Baserga        |
| 2    | Synne Owren        |
| 3    | Rebecca Passler    |
| 4    | Camille Bened      |
| 5    | Ella Halvarsson    |
| 6    | Beatrice Trabucchi |
| 7    | Tereza Voborníková |
| 8    | Joanna Jakieła     |
| 9    | Juni Arnekleiv     |
| 10   | Darja Kudajewa     |

| Rang | Name                      |
| ---- | ------------------------- |
| 1    | Camille Bened             |
| 2    | Henrieta Horvátová        |
| 3    | Beatrice Trabucchi        |
| 4    | Amy Baserga               |
| 5    | Paula Botet               |
| 6    | Anastassija Schewtschenko |
| 7    | Synne Owren               |
| 8    | Ukaleq Astri Slettemark   |
| 9    | Darja Kudajewa            |
| 10   | Rebecca Passler           |

| Rang | Name                                                                               |
| ---- | ---------------------------------------------------------------------------------- |
| 1    | FrankreichPaula Botet Eve Bouvard Sophie Chauveau Camille Bened                    |
| 2    | ItalienHannah Auchentaller Beatrice Trabucchi Gaia Brunetto Rebecca Passler        |
| 3    | ÖsterreichAnna Gandler Anna Juppe Lisa Osl Lea Rothschopf                          |
| 4    | RusslandAmina Iwanowa Anastassija Gorejewa Ilona Snakowa Anastassija Schewtschenko |
| 5    | NorwegenGuri Sandvold Marit Øygard Juni Arnekleiv Synne Owren                      |